# Verkehr in Albanien

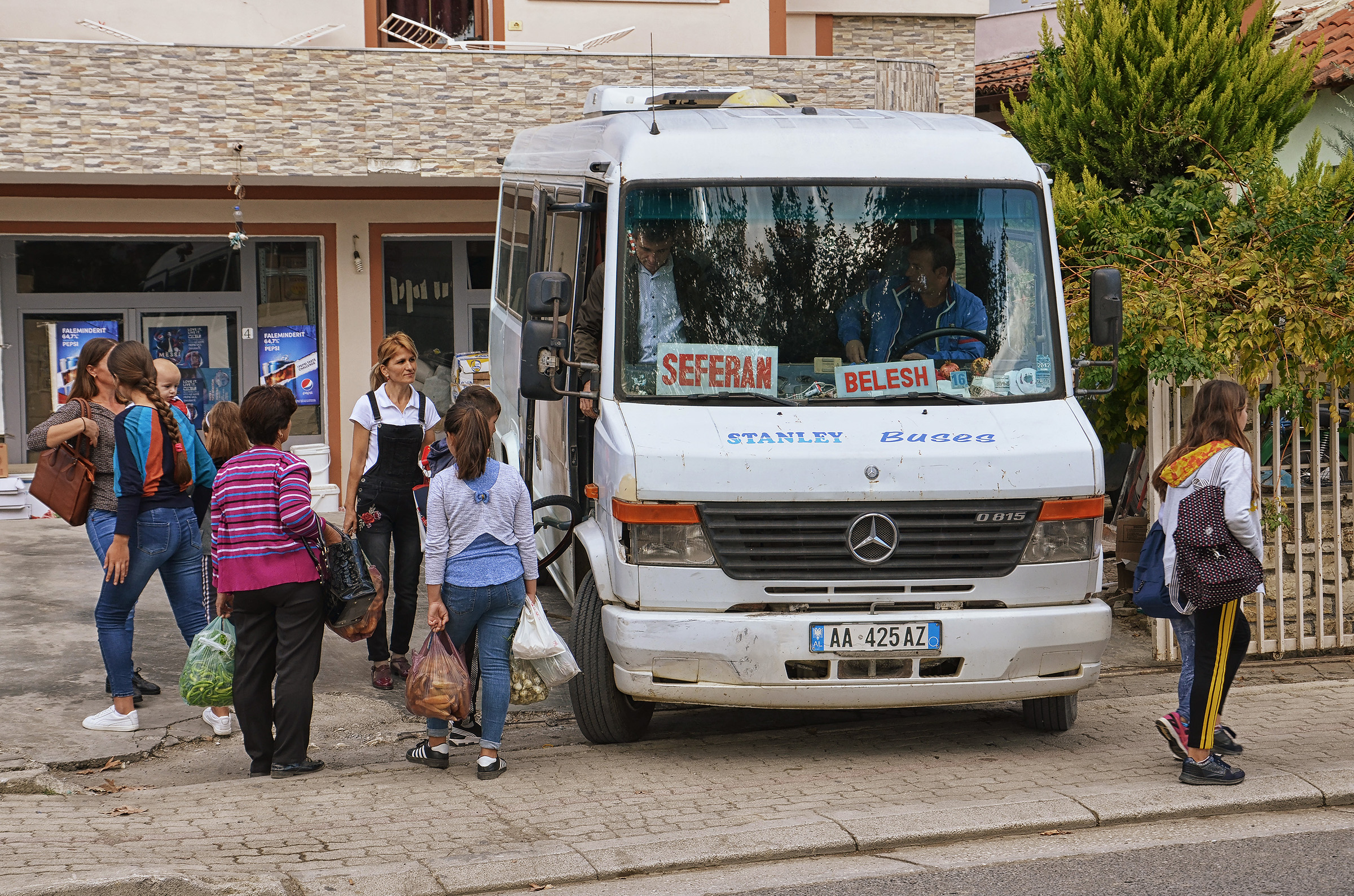
Private Minibusse stellen die Verbindung in die Dörfer sicher – noch heute sind viele Bereiche des albanischen Verkehrswesens nicht starr geregelt.

Der Verkehr in Albanien, Personen- und Warentransport zu Land, Wasser und in der Luft wird vom albanischen Ministerium für Infrastruktur und Energie (albanisch Ministria e Infrastrukturës dhe Energjisë) reguliert.

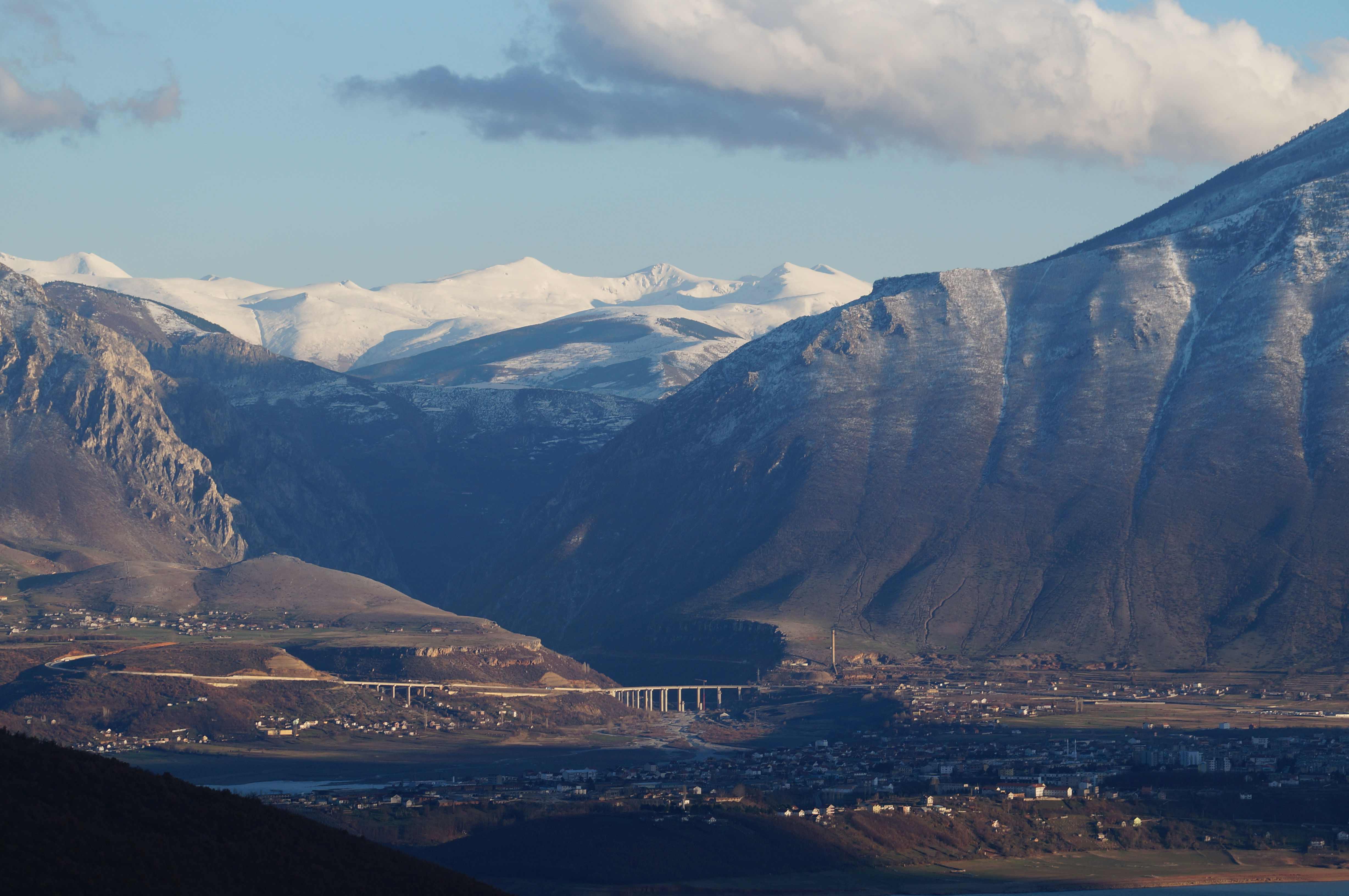
Mit großen Investitionen in die Infrastruktur seit dem Jahr 2000 – im Bild Autobahn A1 bei Kukës – wurde die Entwicklung des Landes maßgebend gefördert.

Der Verkehr blieb in Albanien – verglichen mit internationalen Entwicklungen – bis gegen das Ende des 20. Jahrhunderts bescheiden, limitiert auch durch die gebirgige Topographie. Erst in der ersten Hälfte des 20. Jahrhunderts ist ein erstes, einfaches Verkehrswegenetz gebaut worden, meist durch militärische Ziele von Besatzern vorangetrieben. Seit dem Zusammenbruch des kommunistischen Regimes hat das albanische Verkehrswesen in den letzten Jahrzehnten grundlegende Veränderungen, ein bedeutendes Wachstum und eine spürbare Ausdehnung erfahren. Verbesserungen bei der Straßeninfrastruktur, beim öffentlichen Verkehr in den Städten und der Luftfahrt haben die Verkehrssituation deutlich verbessert. Dadurch wurde auch das Wirtschaftswachstum im Land maßgebend ermöglicht. Die Wirtschaft wiederum basiert unter anderem auf dem florierenden Baugewerbe und dem wachsenden Tourismus.

## Geschichte

### Frühgeschichte und ausbleibende Entwicklung

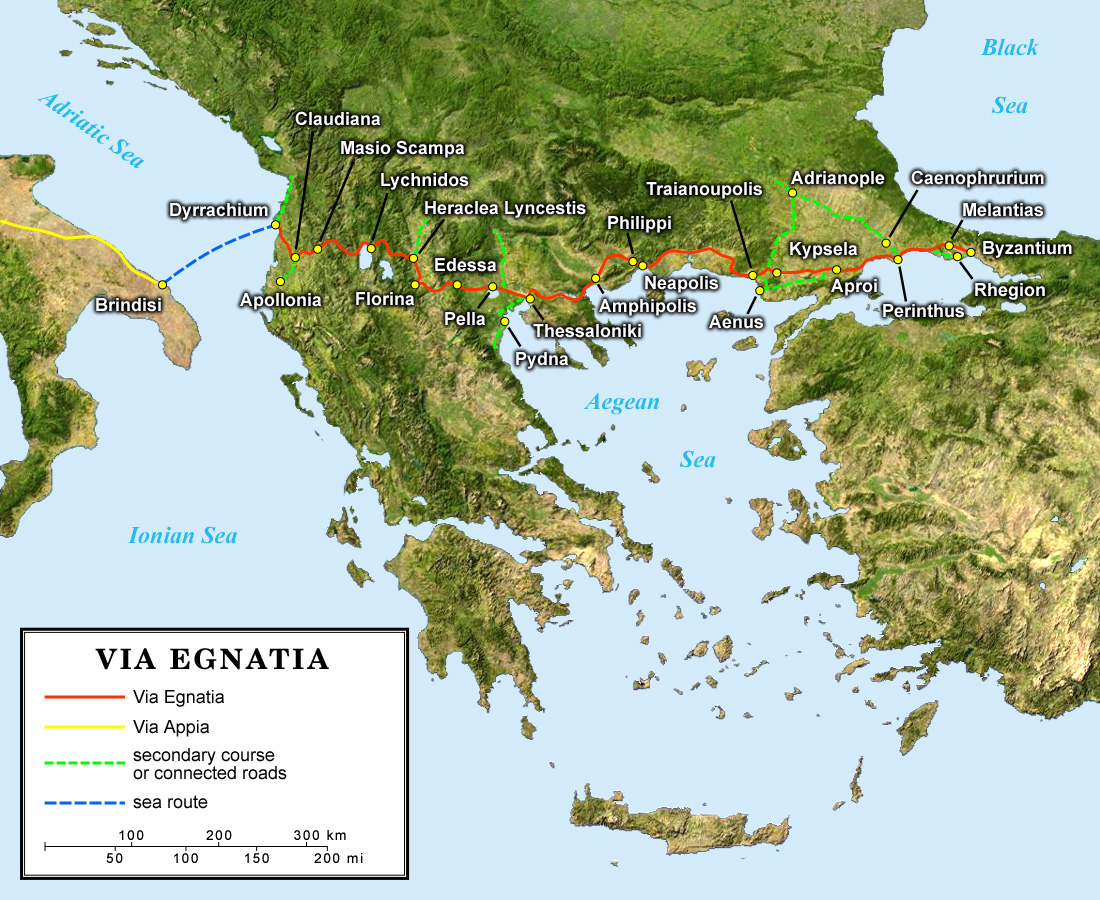
Die Via Egnatia verband Dyrrachium mit Byzanz.

In der Antike lag die Region des modernen Staats Albanien an bedeutenden Verkehrswegen wie der Via Egnatia, der Römerstraße von Dyrrachium (heute Durrës) nach Byzanz und des östlichen Teils der Verbindung zwischen den beiden Zentren des Römischen Reichs. Illyrien war „durchaus ein Glied des Orbis terrarum“. Viele Städte prosperierten dank der Nähe zur Küste, so zum Beispiel das antike Orikum, das bis in die Gegenwart als Hafen – heute die Marinebasis Pashaliman – genutzt wird. Inschriften in der Grama-Bucht in Südalbanien zeugen von reger Schifffahrt entlang der albanischen Küste über Jahrtausende.
Im Mittelalter wurde noch immer reger Seehandel über die Adria getrieben. Mit der Besatzung der Region durch die Türken im 15. Jahrhundert wurde sie ins Wirtschaftsleben des Osmanischen Reichs integriert. Der Außenhandel ging in der Folge stark zurück. Zwar wurde der Handel mit Italien ab Beginn des 18. Jahrhunderts wieder intensiviert, die albanischen Handelsstädte gewannen aber nur allmählich wieder an Bedeutung. Beherrschend im Handel war erneut Venedig. Später übernahmen albanische und aromunische Kaufleute die Marktführerschaft.
Albanien war eine Randprovinz des Osmanischen Reiches. Auch aus strategischen, von Machtpolitik getriebenen Überlegungen blieb die Region stark unterentwickelt, ohne Anbindung an die europäischen Märkte. Die schwierigen räumlichen Verhältnisse taten das Ihrige dazu. So musste Herbert Louis noch 1929 festhalten, dass Albanien zwar an wichtigen internationalen Handelsrouten liegt, aber gänzlich abgeschieden ist.

### Fehlende Verkehrsinfrastruktur zu Beginn des 20. Jahrhunderts

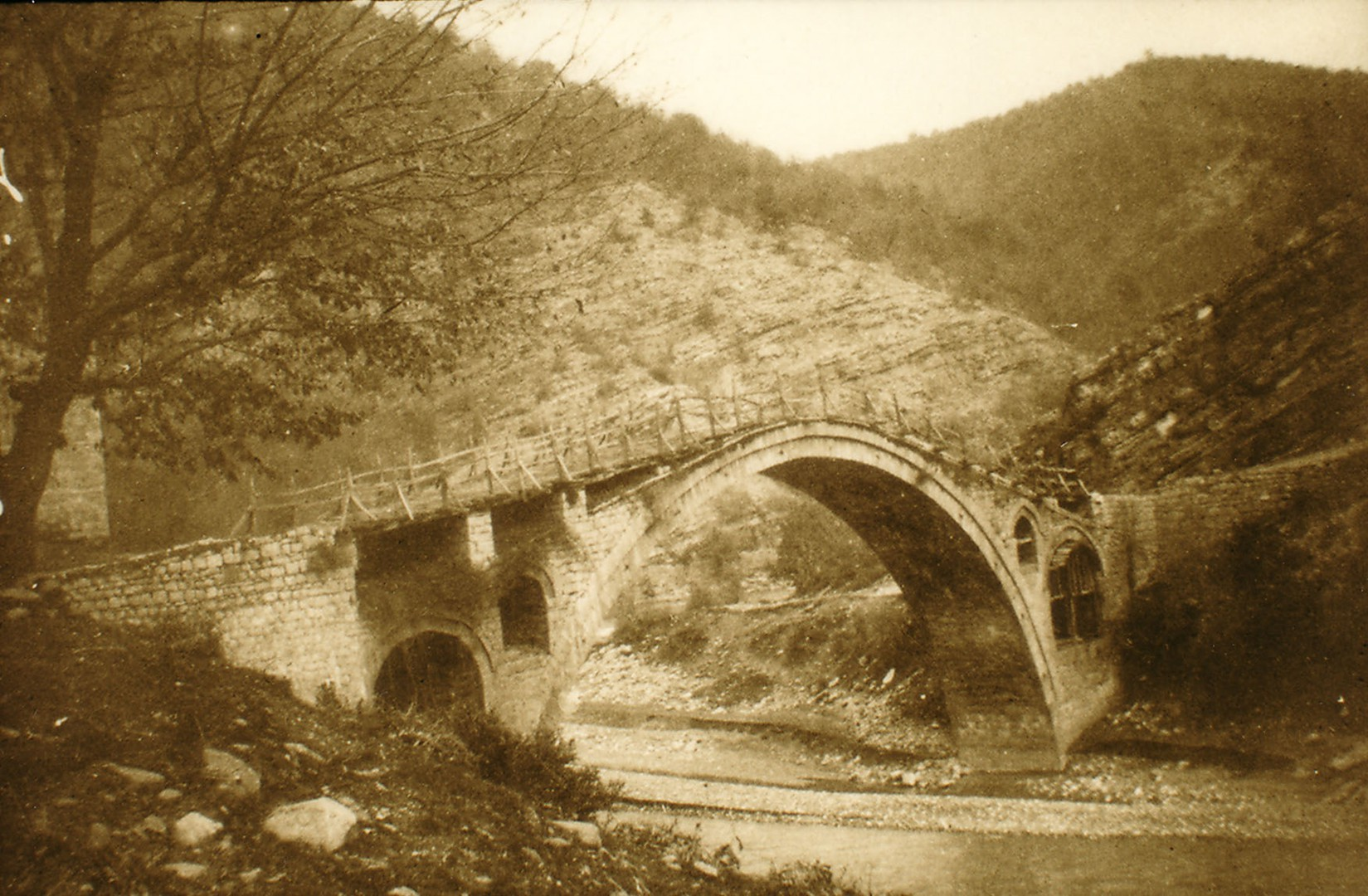
Brücke in Nordostalbanien

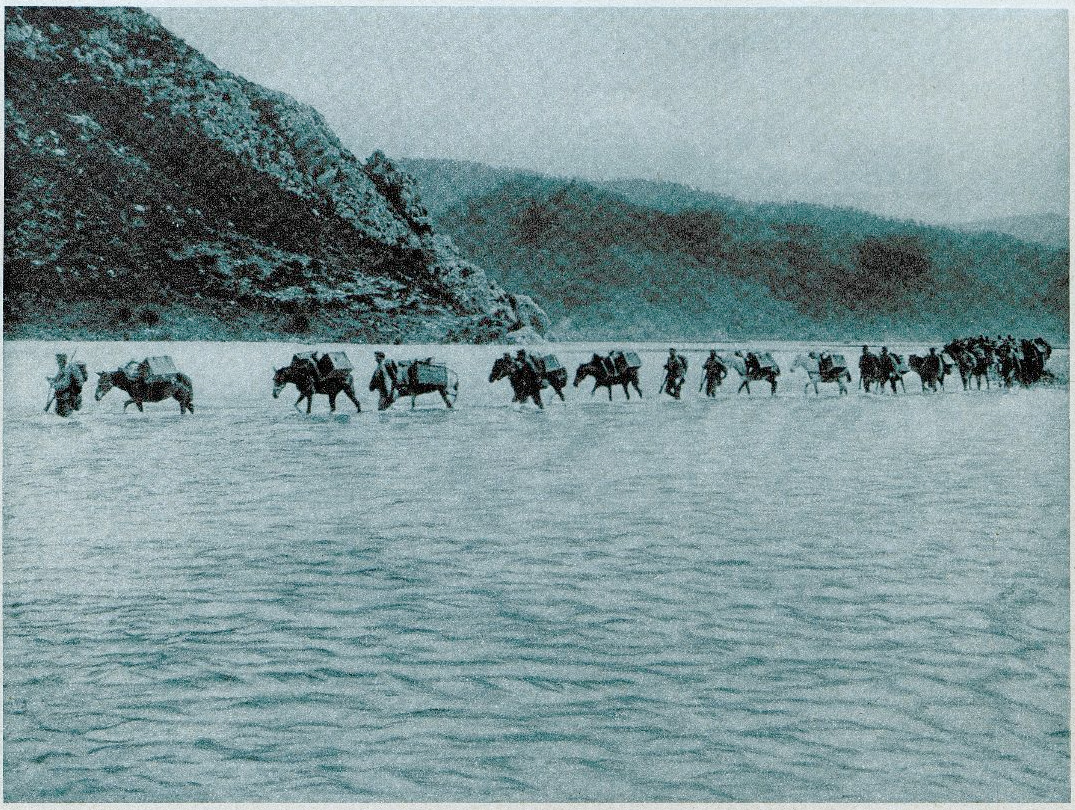
Österreichisch-ungarische Truppen durchwaten den Mat in Nordalbanien.

Im Gegensatz zum Rest von Europa wurde in Albanien keine Eisenbahn gebaut. Aber es fehlte auch an Straßen – und die wenigen vorhandenen waren meist in so schlechtem Zustand, dass sie – insbesondere in der nassen Jahreszeit – kaum genutzt werden konnten. Bis ins 20. Jahrhundert hinein beschränkte sich der Waren- und Personentransport zu Lande auf Tragtiere, die sich über Bergpfade und durch Sumpfgebiete kämpften. Eindrückliche Steinbogenbrücken im ganzen Land zeugen heute von den Karawanenrouten. Noch in den 1920er Jahren verließen Karawanen mit über 100 Pferden und Maultieren albanische Hafenstädte ins Landesinnere. Durch diese erschwerten Verhältnisse gab es zu dieser Zeit noch immer kaum Handel zwischen den einzelnen Regionen des Landes, die insbesondere mit Italien Handel trieben – dies war auch zu beobachten, wenn in einer Region Mangel herrschte und eine benachbarte Region Überfluss an diesen Waren hatte. Städte wie Shkodra waren im Winter vom Rest des Landes abgeschnitten. Berichte von Reisenden zeugen nicht nur von den Schwierigkeiten, sondern auch von Gefahren durch Räuber und Behinderungen durch die osmanische Armee.
Wegen der fehlenden Verkehrswege zu Land war der Seeverkehr immer von Bedeutung und verband das Land mit der Welt, aber auch mit Konstantinopel. In den seichten albanischen Häfen mussten die Dampfschiffe und Handelsschiffe aber auf Reede ankern. Der Linienverkehr auf der Adria wurde früher vor allem von Schiffen des Österreichischen Lloyds, später immer mehr von italienischen Gesellschaften abgewickelt. Schiffsverkehr über den Skutarisee verband Shkodra mit Montenegro, und Boote auf der Buna stellten die Verbindung mit den benachbarten Adriahäfen sicher.

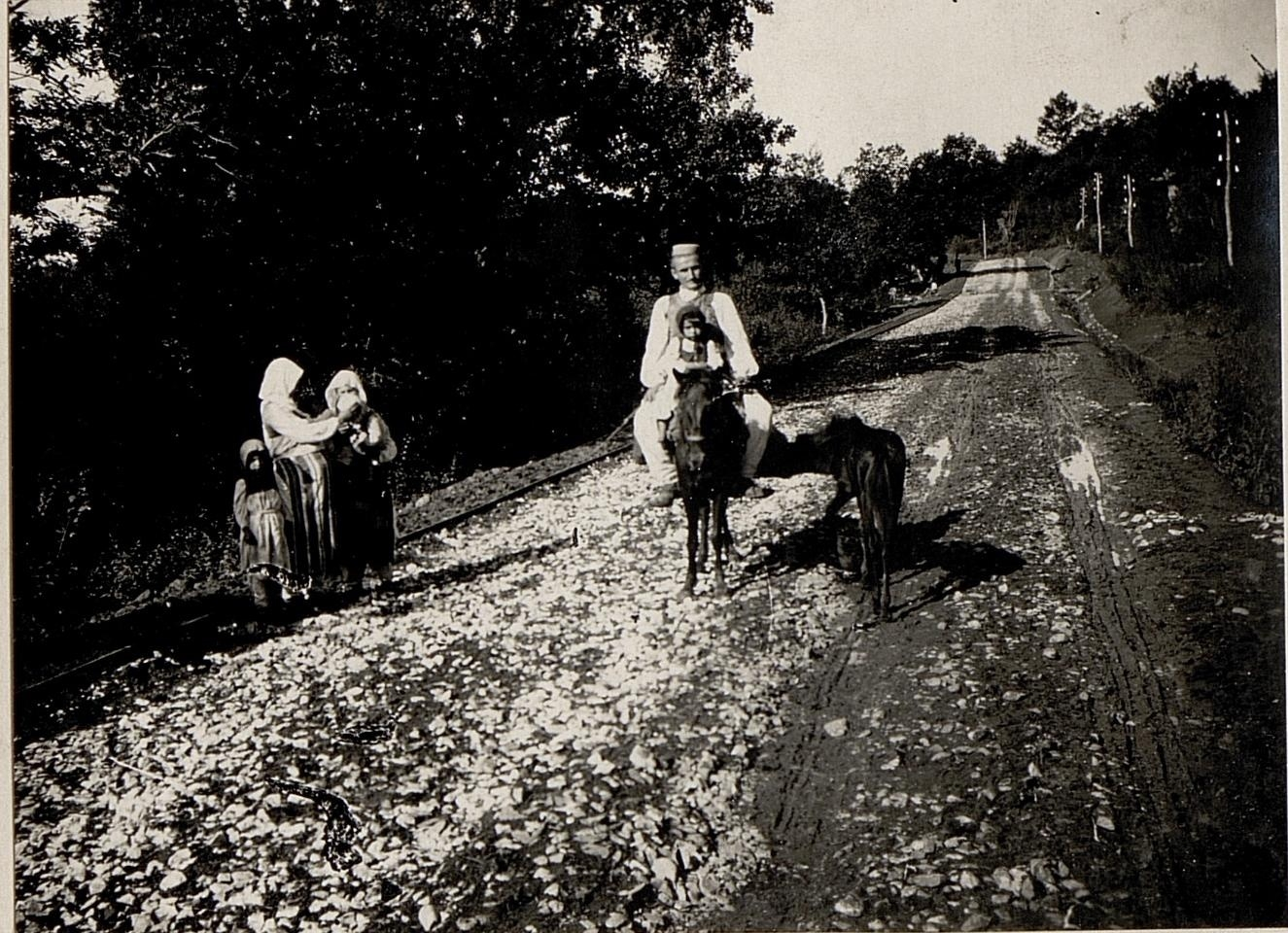
Während des Krieges in Nordalbanien von Österreich-Ungarn errichtete Straße mit Feldbahnschienen

Ein erstes Straßennetz hatten die Besatzungsmächte während des Ersten Weltkriegs angelegt, was aber zwangsläufig auch Lücken in den umkämpften Gebieten hinterließ. Die Österreicher bauten vor allem Verkehrswege von Shkodra nach Süden bis über Durrës hinaus. Die Italiener errichteten in gebirgigem Südalbanien eine lange Straße von Saranda bis Korça und die Verbindung von Vlora nach Saranda. Insgesamt entstanden rund 1500 Kilometer Straße. Der Bau von Straßen und Feldbahnen, mit denen Österreicher und Italiener den Nachschub an die Front sicherstellen wollten, dauerte aber. In der Zwischenzeit betrieb die Gemeinsame Armee in Nordalbanien zwischen Lezha und Vora eine 42 Kilometer lange Transportseilbahn durch die Sümpfe der Küstenebene. Auch andernorts in Albanien wurden Seilbahnen zur Versorgung der Truppen gebaut, ihr Einsatz erreichte aber bei Weitem nicht das Ausmaß wie an der italienischen Front und an der makedonischen Front.
In der Zwischenkriegszeit wurde weiter an der Infrastruktur gebaut. Zur Länge des Straßennetzes in Albanien gibt es unterschiedliche Aussagen. 1912 soll es nur 160 Kilometer gegeben haben. Trotz des angeblichen Baus von über 1000 Kilometer Straße während des Krieges berichtete ein Gesandter des Völkerbunds von seinem Besuch im Jahr 1922, dass es im Land nur 500 Kilometer Straßen gäbe. Sie waren in schlechtem Zustand und oft nicht vernetzt. Das Straßennetz Albaniens wurde in der Mitte der 1920er Jahre mit rund 1000 Kilometer Länge beschrieben. Nach Abschluss eines Vertrags mit Italien im März 1925 engagierte sich die neu gegründete italienische Gesellschaft Società per lo Sviluppo Economico dell’Albania (SVEA, in etwa „Gesellschaft zur wirtschaftlichen Entwicklung Albaniens“) stark im Ausbau der Infrastruktur Albaniens. Allein im Zeitraum 1925/26 wurden 511 Brücken errichtet, davon ein Großteil an Staatsstraßen. Wichtige Bauten der 1920er Jahre waren die erste befahrbare Straße zwischen Tirana und Korça, die Mitte des Jahrzehnts eröffnet wurde, und die 1927 errichtete, nach Ahmet Zogu benannte Brücke Ura e Zogut über den Mat an der Straße zwischen Shkodra und Tirana. Der von deutschen und Schweizer Ingenieuren geplante Neubau mit fünf großen Stahlbögen auf Betonpfeilern überspannt 480 Meter. Der Ausbau des Straßennetzes wurde weiter laufend vorangetrieben, obwohl der Autoverkehr damals noch bescheiden war. Viele Regionen des Landes blieben jedoch komplett unerschlossen.
Auch die Küstenschifffahrt blieb bescheiden – meist betrieben durch ethnische Griechen von der Albanischen Riviera. Der Ausbau des Hafens von Durrës, der erstmals Molen erhielt, war ein weiteres bedeutendes Engagement der SVEA.
Bedingt durch die schlechten Verkehrsverhältnisse zu Land entwickelte sich bereits in den 1920er Jahren ein inländischer Post- und Personenverkehr zu Luft. Tourismus gab es zu dieser Zeit noch kaum.
In den 1930er Jahren und während des Zweiten Weltkriegs wurden vom faschistischen Königreich Italien zahlreiche Straßenbauprojekte ausgeführt. Bis zum Ende des Krieges gab es rund 2800 Kilometer Autostraßen, die aber vom Krieg gezeichnet waren. Auch viele Brücken waren zerstört.

### Sozialistische Volksrepublik

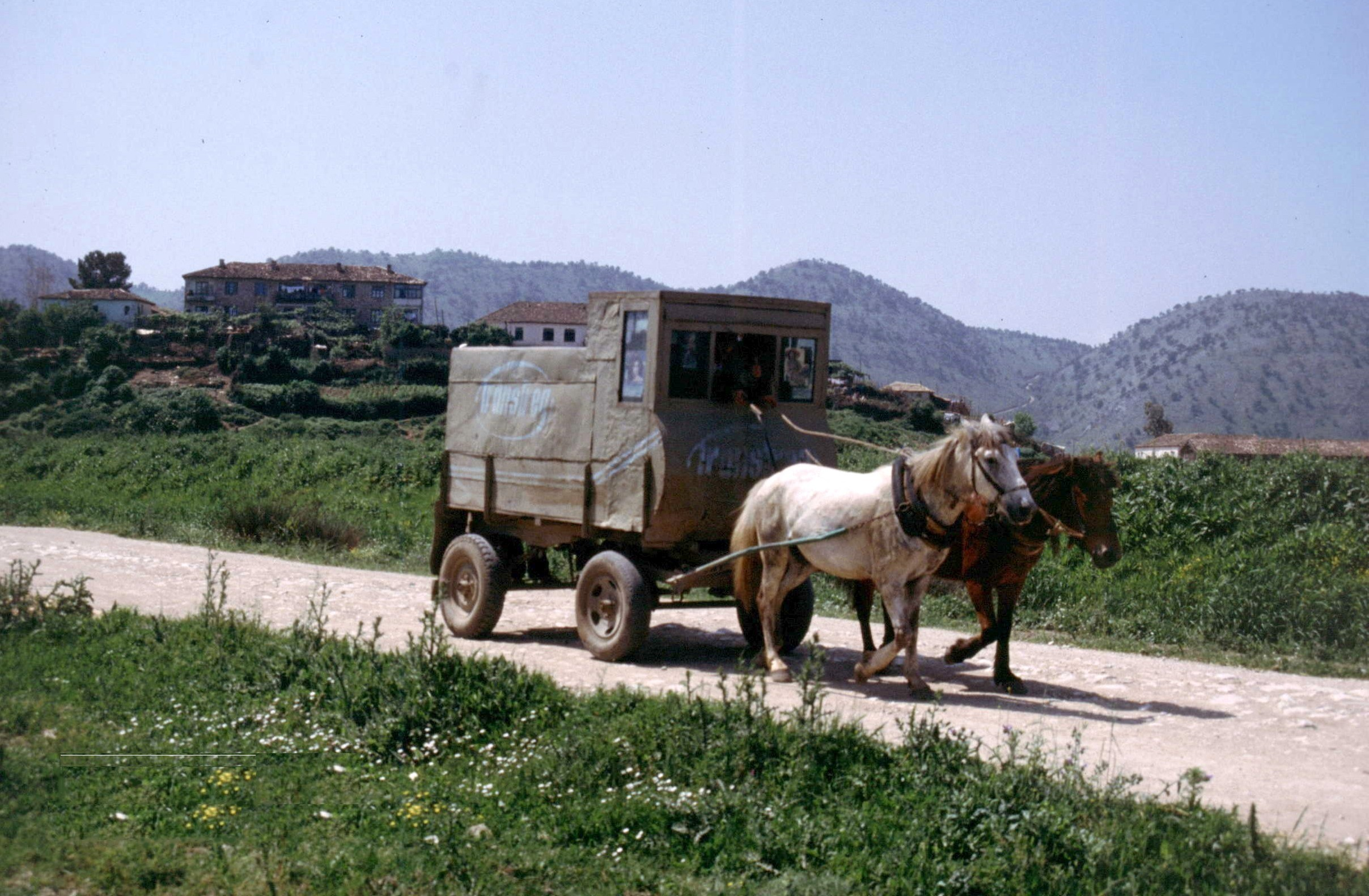
Pferdewagen, typisches Transportmittel in früheren Zeiten (Aufnahme vom Mai 1991)

Von den Kommunisten wurde mit Unterstützung aus den kommunistischen Bruderländern die wirtschaftliche Entwicklung der Sozialistischen Volksrepublik stark vorangetrieben und die Infrastruktur weiter ausgebaut. Der Ausbau des Verkehrsnetzes war nebst der Erzeugung von Energie eine wichtige Voraussetzung für die Industrialisierung des Landes. Vorrang hatte die Errichtung eines Eisenbahnnetzes, was sich aber über Jahrzehnte hinzog.

„Das Verkehrswesen ist einer der wichtigsten Zweige der Nationalwirtschaft und spielt eine bedeutsame Rolle bei der territorialen Organisation der Arbeit und der Produktion, bei der umfassenden Entwicklung aller Regionen und bei der gleichmässigen Nutzung der Naturesourcen.“

1985 rühmte sich Albanien, über dreimal mehr Autostraßen zu verfügen als vor dem Krieg. Im internationalen Vergleich blieb das asphaltierte Straßennetz in Albanien bescheiden, obwohl es bis 1986 auf über 11.000 Kilometer angewachsen war. In den 1980er Jahren war auch ein Großteil der abgelegenen Bergregionen Albaniens mit der Hauptstadt Tirana sowie den Häfen an der Adria und dem Ionischen Meer verbunden, zu rund 40 % auch durch asphaltierte Straßen. Über sie wurde Mitte der 1980er Jahre mehr als die Hälfte des Warentransports (insgesamt rund 90 Millionen Tonnen) und mehr als drei Viertel des Personenverkehrs (insgesamt 174 Millionen Passagiere) abgewickelt.

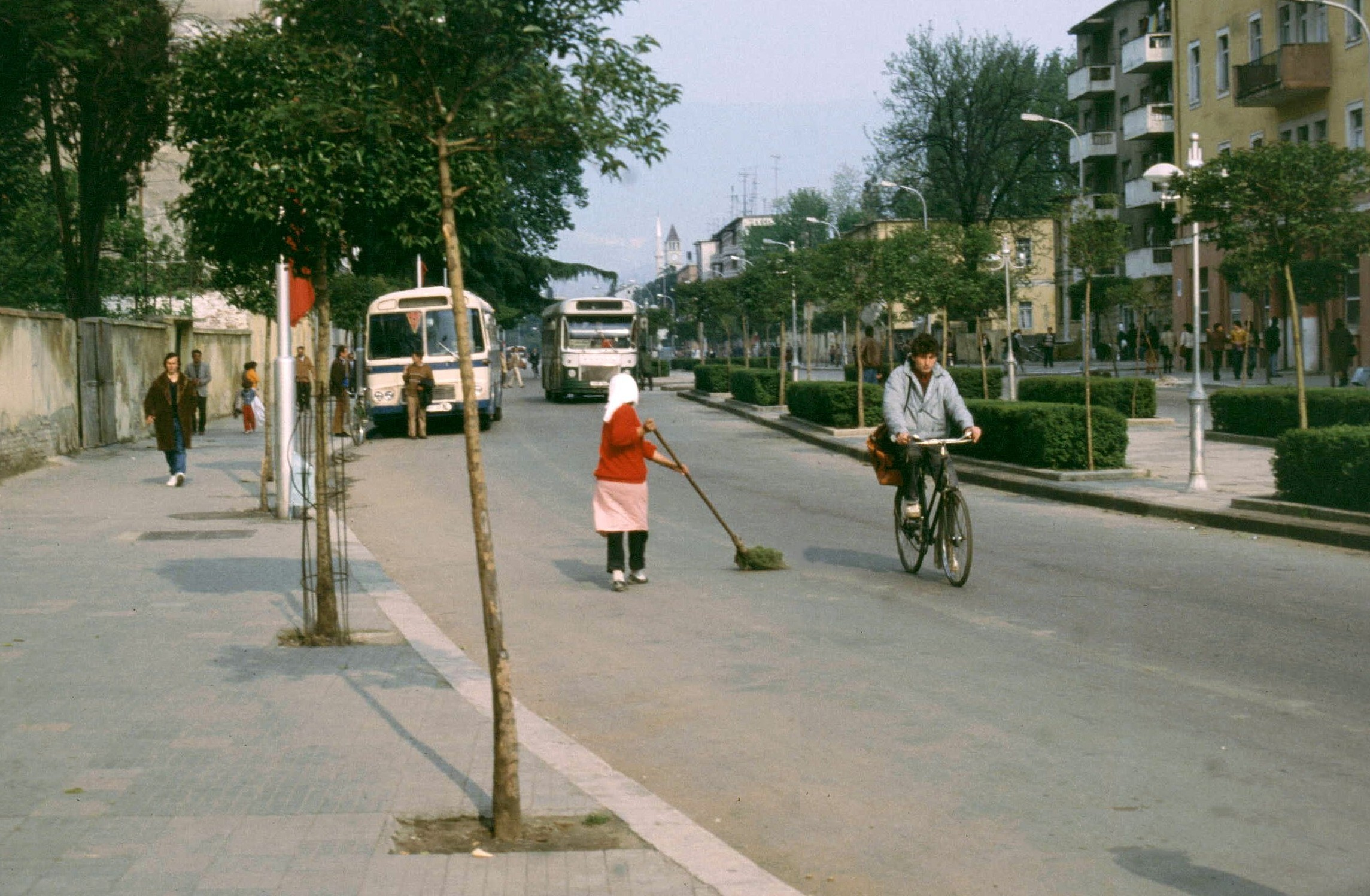
Straßenszene ohne motorisierten Privatverkehr in Tirana im Jahr 1991

Ein bedeutendes Infrastrukturprojekt in den Jahren ab 1947 war der Aufbau eines Eisenbahnnetzwerks, dessen erstes Teilstück die Strecke Durrës–Peqin war. Bei Beginn war Albanien das einzige Land in Europa ohne richtigen Schienenverkehr. Im Jahr 1987 verfügte das Land über Eisenbahnstrecken von 677 Kilometer Länge, die die wichtigsten Städte und Industriezentren miteinander verbanden. Die Eisenbahn war das bedeutendste Verkehrsmittel bis 1990. Nach dem Zusammenbruch des Kommunismus verlor sie aber immer mehr an Bedeutung und ist heute in einem prekären Zustand.
Viele Eisenbahnstrecken und auch einige Straßen wurden in vermeintlichen Freiwilligeneinsätzen von der Jugend des Landes errichtet. Die einfachen Arbeitsmittel der jugendlichen „Freiwilligen“ brachten jedoch qualitative Probleme mit sich wie Unebenheiten und schlechten Oberbau. 1946 sollen 5000 Freiwillige in lediglich fünf Monaten die 65 Kilometer lange „Straße der Jugend“ von Kukës nach Peshkopia erstellt haben, Ende der 1960er Jahre wurde in einer ähnlichen Aktion die „Straße des Großen Berglands“ nach Kelmend erbaut, womit auch der nördlichste Landesteil endlich motorisiert erreichbar war. Viele der neuen Verkehrswege dienten der Erschließung von Bergwerksregionen oder den großen Wasserkraftwerken am Mat und Drin.
Durch das Verbot von privatem Autobesitz, das Fehlen eines ausgebauten öffentlichen Verkehrs und durch Reiserestriktionen seitens des Regimes blieb das Verkehrsaufkommen sehr bescheiden. Viele Menschen bewegten sich zu Fuß oder mit dem Fahrrad, zum Teil mit kleinen Motorrädern. Oft dienten auch die Ladeflächen von Lastwagen für den Personentransport. Der Transport mit Tieren war weit verbreitet. Die Städte waren geprägt von zahllosen Fußgängern auf verkehrsfreien Straßen und Plätzen. Die Straßen nicht nur im Gebirge waren schmal und wanden sich in unzähligen Kurven durch die Landschaft.:7:75

„Das ganze Land scheint eine einzige enorme Fußgängerzone zu sein. Ein Land ohne Verkehrsampeln und ohne Motorisierung.“

Der Tourismus war im kommunistischen Albanien kein wesentlicher Wirtschaftsfaktor. Es gab einen bescheidenen Binnentourismus, die Zahl der Gäste aus dem Ausland wurde bewusst sehr niedrig gehalten. Zugelassen waren nur Gruppenreisen. Somit blieb der Fremdenverkehr ohne Einfluss auf die Verkehrsinfrastruktur, vielleicht vom Angebot an Flugverbindungen abgesehen.

### Post-kommunistische Transformationsjahre

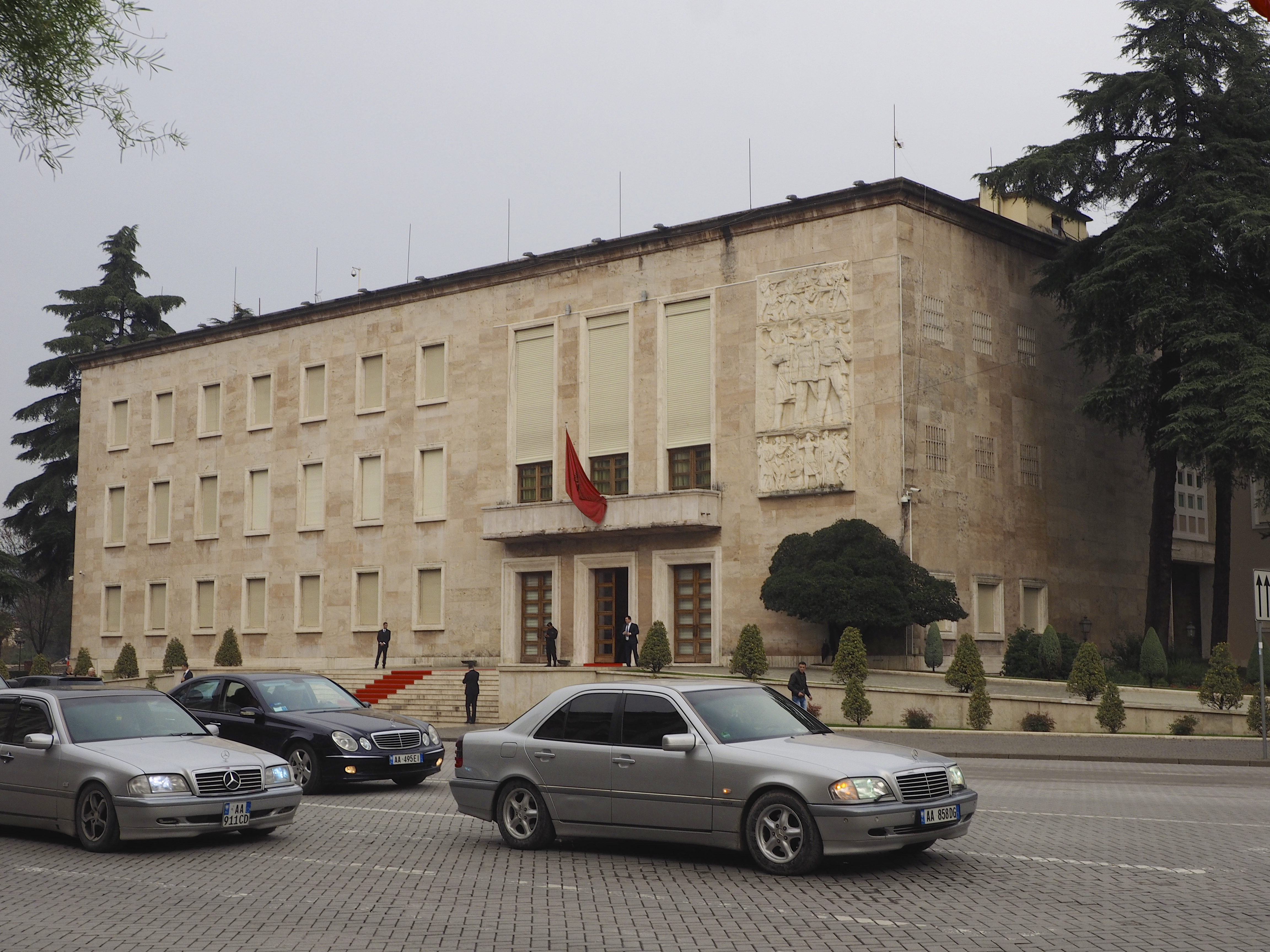
Mercedes-Benz-Fahrzeuge auf Tiranas Hauptboulevard

Nach der politischen Wende drohte Albanien eine große Transportnot. Der Zentralregierung fehlten die Finanzen, um die Straßen zu unterhalten. Und die staatliche Flotte aus 15.000 LKW, die früher einen Großteil des Verkehrs abwickelte, verfiel schnell. Viele abgelegene Regionen waren nicht mehr mit der Außenwelt verbunden, wurden nicht mehr mit Gütern versorgt. Die italienische Armee sicherte in der Operation Pelikan während mehr als zwei Jahren die Versorgung mit hunderten eigenen LKW.:74, 80
Bis 1991 waren in Albanien lediglich 5000 bis 7000 PKWs zugelassen – alle in Staatsbesitz. Dann hob die Regierung das Verbot, dass Privatpersonen Autos besitzen, auf. In der Folge wurde rasch eine große Menge von Gebrauchtwagen importiert. Um den zunehmenden Verkehr regeln zu können, mussten in Tirana erstmals Ampeln montiert werden. Der Verkehr innerhalb des Landes wurde mit alten Bussen aus Griechenland und anderen Ländern, die ihren privaten Fahrern gehörten, aufrechterhalten.
Die Albaner bevorzugen Autos von deutschen Herstellern, insbesondere Mercedes. Diese sind nicht nur ein Statussymbol, sondern werden auch wegen ihrer Haltbarkeit, Zuverlässigkeit und Federung geschätzt, da die Fahrzeuge vielen Schlaglöchern und unbefestigten Straßen ausgesetzt sind. So gilt Albanien als Land mit der höchsten Mercedes-Dichte – es sind aber oft Fahrzeuge älteren Datums, robuste alte Baureihen mit möglichst wenig Elektronik. König Zogu hatte 1938 einen dunkelbraunen Mercedes 770 als Hochzeitsgeschenk erhalten, und da Enver Hoxha und andere Politbüromitglieder über Mercedes-Fahrzeuge verfügten, konnte die Marke in Albanien Fuß fassen, obwohl der private Besitz von PKWs verboten war.

„Wer glaubt, Mercedes-Benz sei eine Luxusmarke, der muss Albanien dringend besuchen. Denn dort wird er schnell eines Besseren belehrt. Halb Albanien fährt Mercedes, fast jedes Überlandtaxi kommt aus dem Hause Daimler-Benz. Mercedes ist der Volkswagen Albaniens!“

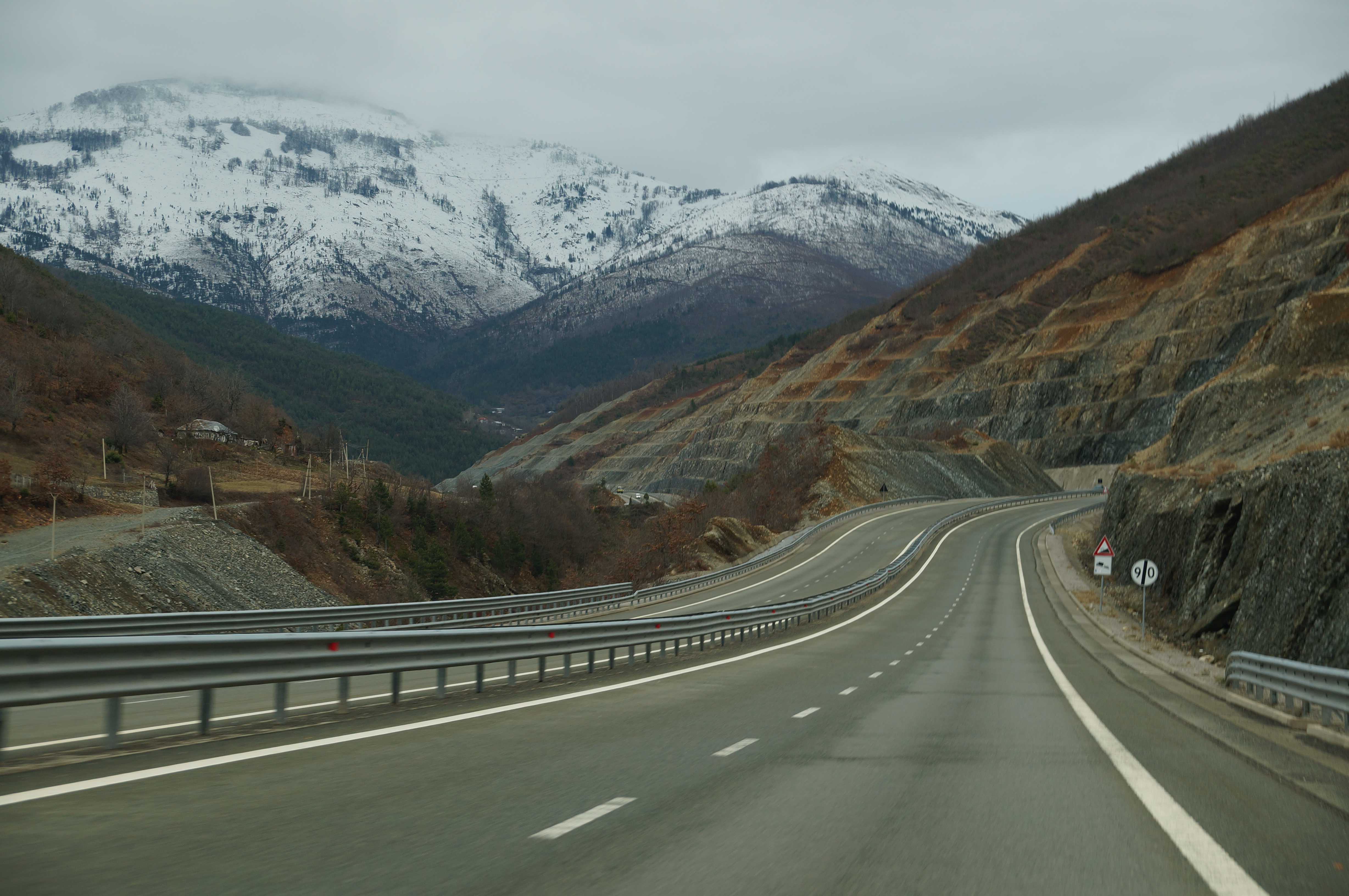
Die Rruga e Kombit genannte Autobahn, die quer durchs Gebirge führt, verbindet Albanien mit dem Kosovo.

Als die Zahl der Fahrzeuge in Tirana auf über 300.000 gestiegen war, wurde die Luftverschmutzung schnell zu einem Problem. Mehrheitlich sind es alte Dieselfahrzeuge, wobei man davon ausgeht, dass der in Albanien verkaufte Kraftstoff höhere Anteile an Schwefel und Blei enthält als in der Europäischen Union.
Wichtig für das früher isolierte Albanien war die Verbesserung der internationalen Anschlüsse. Zuerst kam dem Hafen Durrës eine bedeutende Rolle im internationalen Waren- und Personenverkehr zu. Im 21. Jahrhundert gewann – dank eines neuen modernen Flughafenterminals und Managements – auch der Luftverkehr eine immer größere Bedeutung. Das Straßennetz im ganzen Land wurde ausgebaut. Es entstanden Hochleistungsstraßen, die Albanien zwischenzeitlich über die Gebirge hinweg an seine Nachbarn anschließen – neue leistungsfähige Grenzübergänge begünstigen den Handel. Besondere Bedeutung kommt dem Bau der Autobahn in den Kosovo zu, die nicht nur den „verkehrstechnisch völlig unterentwickelten Norden“ (Chrstiane Jaenicke: Albanien. Ein Länderporträt) erschloss, sondern wesentlich zur Bildung eines grenzüberschreitenden Kultur- und Wirtschaftsraums beitrug (siehe Albanosphäre).
Während der Straßentransport von ständigem Wachstum gekennzeichnet ist, kam der Eisenbahnverkehr zwischenzeitlich praktisch zum Erliegen.

## Luftverkehr

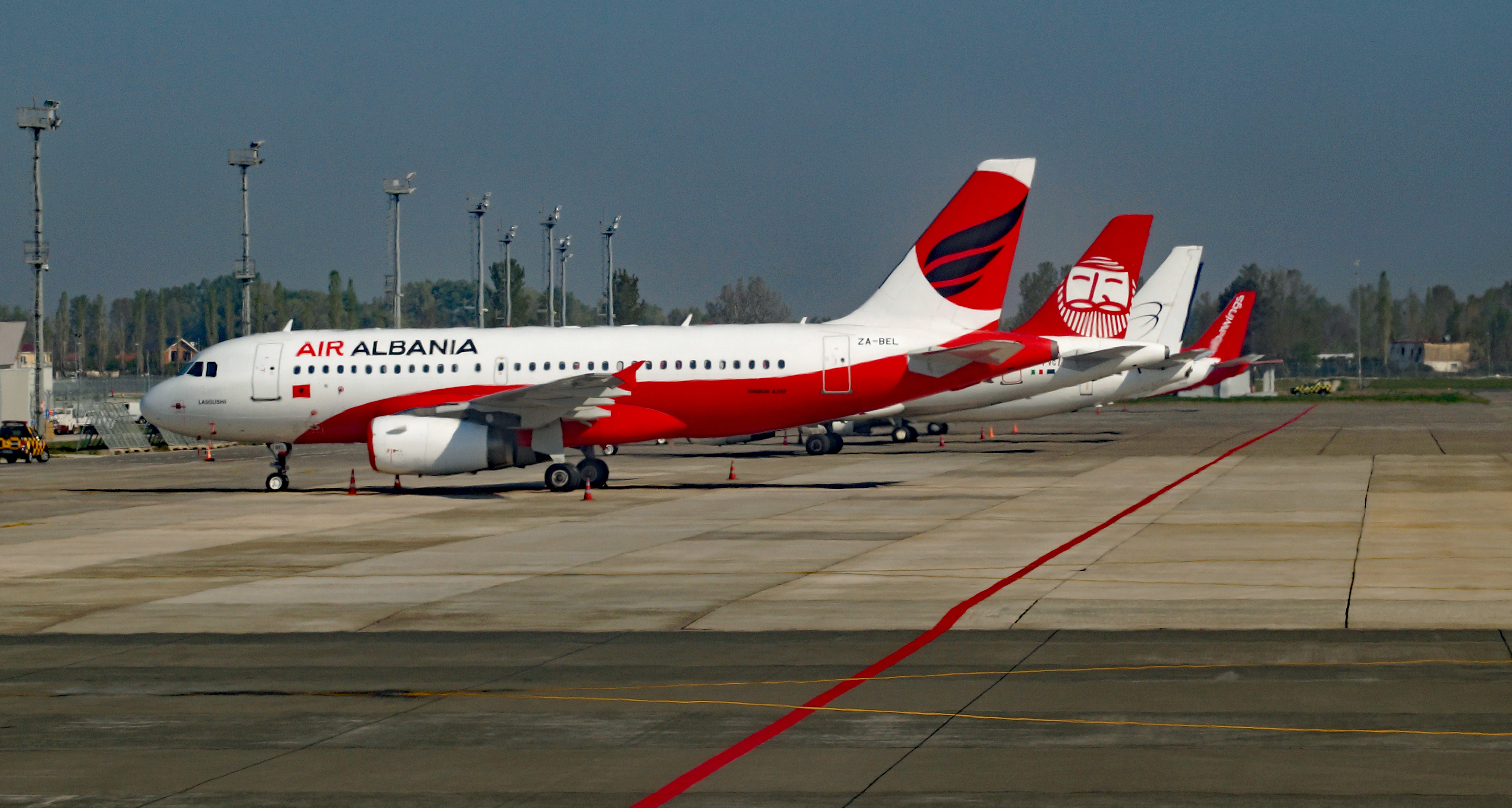
Air Albania ist die nationale Fluggesellschaft Albaniens

Mangels eines ausgebauten Straßennetzes oder anderer Verkehrsmittel in Albanien etablierte sich in der zweiten Hälfte der 1920er Jahre ein Angebot an Inlandflügen. Die Gesellschaft Adria Aero Lloyd flog ab 1. Mai 1925 von Tirana zuerst zwei Mal die Woche Shkodra, Korça und Vlora an, später auch weitere Orte in Albanien: Gjirokastra ab 1930, in der Folge auch Kukës, Peshkopia und Kuçova, Zentrum der Erdölindustrie. Geflogen wurde zuerst mit einmotorigen Albatros L 58a, später mit Junkers F 13 und ab 1931 mit Savoia-Marchetti S.71. Transportiert wurde neben Passagieren vor allem auch Post und zudem weitere Fracht. Anfangs wurde auf einem 400 auf 200 Meter großen Feld gelandet, das südlich des Stadtzentrums am Standort der heutigen Pyramide lag. Mitte der 1930er Jahre wurde der neue Flugplatz Lapraka am Stadtrand von Tirana in Betrieb genommen.
| Jahr | Strecke                           | Passagiere | Post (kg) | Fracht (kg) |
| ---- | --------------------------------- | ---------- | --------- | ----------- |
| 1933 | Italien–Albanien                  | 1.623      | 2.574     | 9.179       |
| 1934 | Roma–Brindisi–Tirana–Thessaloniki | 1.632      | 1.071     | 30.068      |
| 1935 | Roma–Brindisi–Tirana–Thessaloniki | 1.387      | 5.442     | 37.010      |
| 1936 | Roma–Brindisi–Tirana–Thessaloniki | 2.079      | 5.870     | 57.870      |
| 1937 | Rom–Tirana–Thessaloniki           | 3.961      | 7.030     | 101.205     |
| 1934 | Tirana–Shkodra                    | 363        | 906       | 2.296       |
| 1937 | Tirana–Shkodra                    | 1.039      | 600       | 12.569      |
| 1934 | Tirana–Vlora                      | 158        | 479       | 940         |
| 1937 | Tirana–Vlora                      | 437        | 231       | 7.306       |
| 1934 | Tirana–Korça                      | 259        | 520       | 1.886       |
| 1937 | Tirana–Korça                      | 684        | 338       | 10.437      |
| 1937 | Tirana–Kuçova                     | 267        | 2         | 3.578       |
| 1934 | Tirana–Kukës                      | 322        | 343       | 2.287       |
| 1937 | Tirana–Kukës                      | 372        | 461       | 5.478       |
| 1937 | Tirana–Peshkopia                  | 657        | 434       | 7.762       |
| 1937 | Tirana–Korça–Vlora–Tirana         | 322        | 491       | 4.819       |
| 1937 | Tirana–Kukës–Shkodra–Tirana       | 506        | 321       | 4.707       |

Die mit einer deutschen Beteiligung von Deutscher Aero-Lloyd gegründete Adria Aero Lloyd ging 1927 in italienische Hände über: Società Aerea Mediterranea, eine staatliche Anstalt und Vorgängerin von Ala Littoria, war neue Eigentümerin. Ab 1935 ging die Konzession für den Flugverkehr an Ala Littoria über.
Seit April 1928 wurden regelmäßige Flüge ab Brindisi angeboten. Später kamen Direktverbindungen nach Rom hinzu. Im Jahr 1938 wurde von Aeroput eine Verbindung über Podgorica nach Belgrad aufgenommen. Während der italienischen Besetzung Albaniens ab 1939 bestanden Verbindungen nach Mailand, Ancona, Bari, Sofia, Thessaloniki und Triest. Im September 1937 testete die Deutsche Lufthansa eine Verbindung von Berlin nach Kabul mit zahlreichen Zwischenstopps, darunter Tirana und Teheran.
In den 1930er Jahren wurde zudem während mehreren Jahren mit Wasserflugzeugen des Typs Cant 10ter und Cant 22 (Cantieri Aeronautici e Navali Triestini) eine Fluglinie von Triest entlang der dalmatischen Küste über Durrës nach Brindisi betrieben.
Nach dem Zweiten Weltkrieg wurde die zivile Luftfahrt eingestellt. Die Flugplätze Albaniens wurden für militärische Zwecke und für Agrarflug genutzt. Die im Jahr 1951 gegründete albanische Luftwaffe war anfangs in Lapraka stationiert. Bis Ende der 1950er Jahre wurde der Flugplatz Lapraka auch für zivile Flüge genutzt. Anfang der 1950er Jahre gab es aber kaum zivilen Luftverkehr nach Albanien, zwischenzeitlich über ein Jahr lang gar keine fahrplanmäßigen Verbindungen.
Im Jahr 1958 wurde der neue Flughafen Tirana eröffnet, heute der wichtigste und einzige internationale Flughafen des Landes. Für die nicht-militärischen Dienstleistungen rund um die Luftfahrt diente Albtransport. 1977 nahm mit Olympic Airlines erstmals seit der in den frühen 1960er Jahren begonnenen Abschottung des Landes wieder eine Fluggesellschaft aus einem kapitalistischen Staat den regelmäßigen Flugverkehr auf. Es folgten später unter anderem Swissair (1987) und Lufthansa (1989).

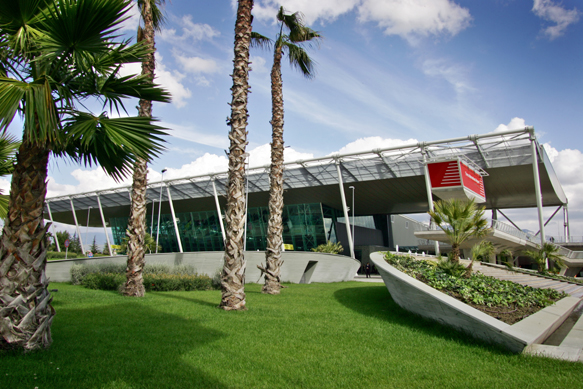
Flughafen Tirana

Der alte Flughafen war bis 2007 in Betrieb, als ein neuer Terminal eröffnet wurde. Die Zahl der Passagiere überstieg 2007 erstmals eine Million und 2016 erstmals zwei Millionen. 2005 hatte ein amerikanisch-deutsches Konsortium eine zwanzigjährige Konzession für den Flughafen Tirana erhalten mit dem exklusiven Recht, internationale Flüge von und nach Albanien anzubieten. Dieses Monopol hatte zur Folge, dass die Landegebühren zu den höchsten in Europa zählen, so dass der Markt für Billigfluggesellschaften, die in den Nachbarländern wichtige Anbieter sind, wenig attraktiv ist. Trotzdem hat Wizz Air seit 2019 in Tirana Flugzeuge stationiert und die Basis schnell stark ausgebaut. Der Flugverkehr in Tirana verzeichnete zwischen 2019 und 2023 ein Wachstum von 117 % – eine in Europa einmalige Steigerung.
Nach langjährigen Verhandlungen wurde die Konzession um fünf Jahre gekürzt. Die albanische Regierung einigte sich auch mit den Flughafenbetreibern, das Exklusivrecht auf internationale Verbindungen aufzuheben. Die Konzession für den Flughafen Tirana wurden von Avialliance an China Everbright Limited aus Hongkong verkauft, 2020 an das albanische Unternehmen Kastrati Group.
Dank der geänderten Konzession kann der Flughafen Kukës seit dem Ausbau im Sommer 2021 ebenfalls internationale Flüge anbieten – wobei die Airlines primär auf den kosovarischen Markt abzielen. Es gibt auch Projekte für Flughäfen im Süden des Landes. Der Flughafens Vlora war 2022 im Bau.
2018 wurde Air Albania als Konsortium von Turkish Airlines, der staatlichen Flugsicherungsgesellschaft Albcontrol und privaten Investoren gegründet. Sie bedient Destinationen in Italien und der Türkei. Daneben existiert noch Albawings, eine albanische Billigfluggesellschaft, die vor allem italienische Destinationen bedient. Die staatliche Albanian Airlines und die weiteren privaten Gesellschaften Belle Air, Ada Air Albania, Albatros Airways, Star Airways sowie Ernest Airlines mussten alle aus wirtschaftlichen Gründen den Betrieb einstellen.
Albcontrol ist für die Flugsicherung zuständig. Die Autoriteti i Aviacionit Civil të Shqipërisë ist die nationale Luftfahrtbehörde.

## Straßenverkehr

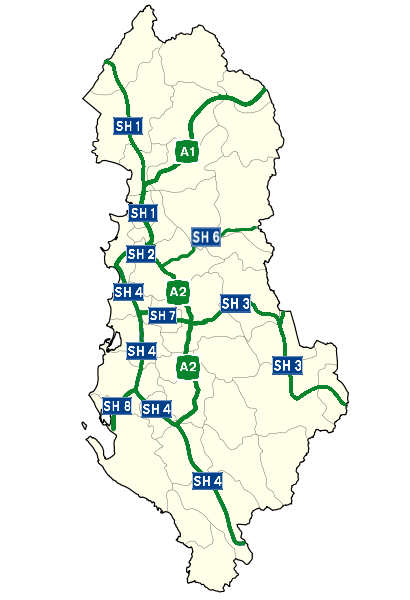
Autobahnen und die wichtigsten Nationalstraßen

Bis in die 1990er Jahre hinein verfügte das Land nur über eine sehr rückständige Straßeninfrastruktur, die in schlechtem Zustand war. Die plötzliche Aufhebung des Verbots von privatem Autoverkehr und der schnell ansteigende Verkehr führten zu vielen Schwierigkeiten. Den vielen Neulenkern fehlte anfangs nicht nur die Fahrroutine, sondern in vielen Fällen auch der Fahrausweis. Noch heute haben albanische Fahrer den Ruf, Verkehrsregeln großzügig auszulegen. Die Unfallzahlen sind weit überdurchschnittlich im europäischen Vergleich.
Nach dem Jahr 2000 wurden die Hauptachsen landesweit ausgebaut, aber es bestehen immer noch Mängel bezüglich Konstruktion und Verkehrssicherheit. Verkehrswege wurden neu gebaut oder erweitert und moderne Schilder wurden angebracht: Inzwischen sind alle Großstädte durch ausgebaute Nationalstraßen erschlossen. In einzelnen Regionen entstehen völlig neue Verbindungen, um der wachsenden Mobilität gerecht zu werden. Viele Straßenbauprojekte sind aber auch Einkommensquelle von korrupten Beamten.
| Typ           | 2013    | 2015    |
| ------------- | ------- | ------- |
| Personenwagen | 341.691 | 403.680 |
| Busse         | 005.713 | 006.477 |
| Lastwagen     | 072.074 | 078.839 |
| Motorräder    | 026.664 | 033.079 |
| Gesamt        | 446.142 | 522.066 |

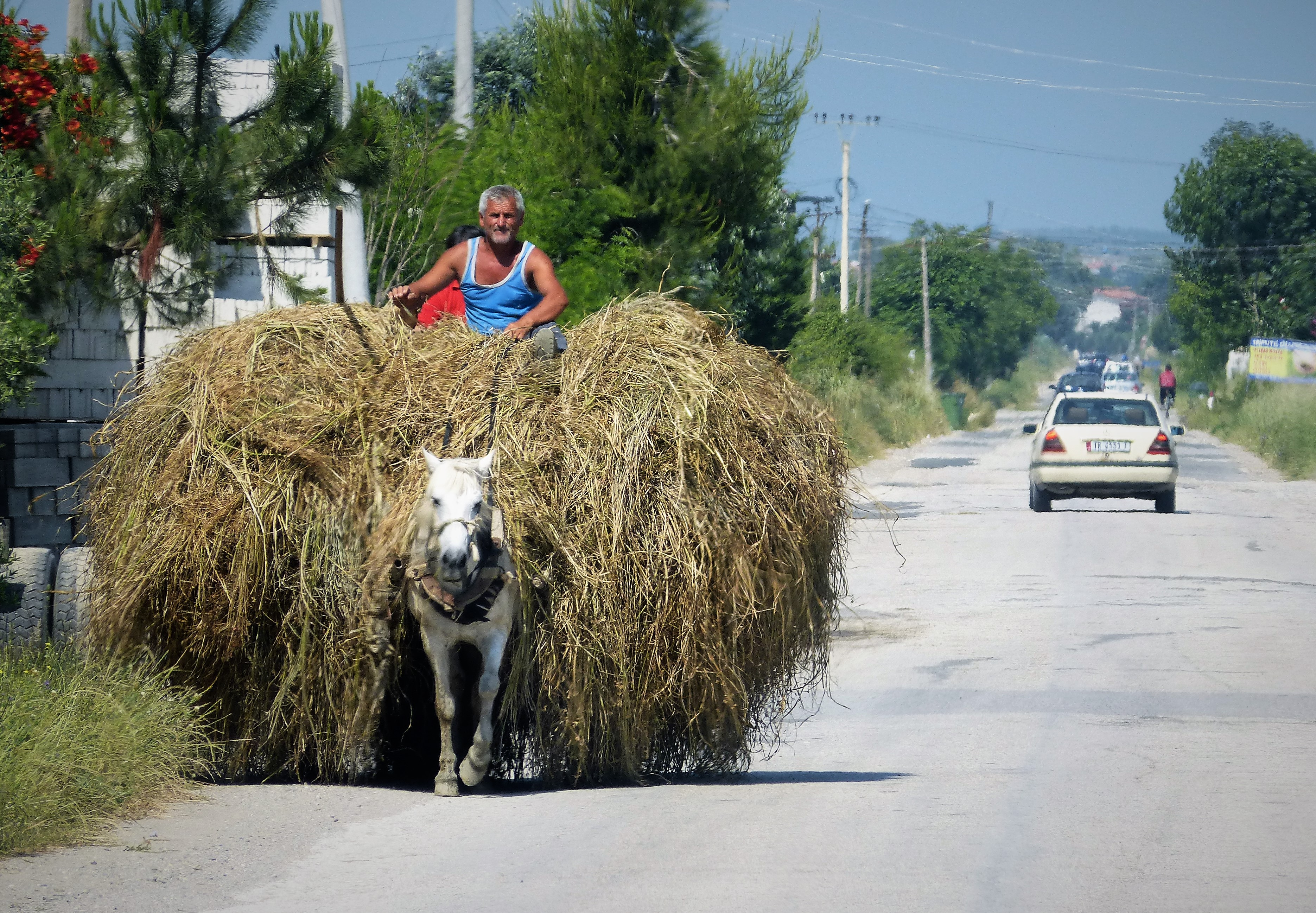
Auch wenn die wichtigen Straßen heute in ordentlichem Zustand sind, trifft man immer wieder auf ausgefallene Transportmittel.

In den 1990er Jahren entstand als erste Autobahn (aber nicht als solche klassifiziert) die SH2 zwischen Tirana und Durrës. In der Folge wurden die wichtigsten Verkehrsachsen allmählich erneuert, allen voran der albanische Teil des Paneuropäischen Verkehrskorridors VIII. Auf Nord-Süd-Verbindungen wurden neue, gerade Trassen in möglichst flachem Gebiet gelegt, so für die SH1 zwischen Fushë-Kruja und Shkodra und die SH4 zwischen Kolonja und Fier sowie zwischen Levan und Damës. Es wurden drei mehrspurige Autobahnen gebaut, zum Teil mehr oder weniger parallel zu bestehenden Nationalstraßen, teilweise in zuvor noch kaum verkehrstechnisch erschlossenen Gebirgstälern: die Autostrada A1 von Thumana über Milot und Kukës bis zur kosovarischen Grenze bei Morina, die Autostrada A2 von Levan nach Vlora und die Autostrada A3 von Tirana nach Elbasan.
Noch immer prägt die gebirgige Landschaft das Verkehrswegenetz. Mehrere Nationalstraßen führen über Gebirgspässe wie den Krraba-Pass (800 m ü. A.), den Qafë Thana (937 m ü. A.), den Qafa e Malit (955 m ü. A.), den Qafa e Muzinës (572 m ü. A.), den Llogara-Pass (1027 m ü. A., bis 2024) und den Qafa e Buallit (842 m ü. A.). An den Autobahnen wurden Tunnel gebaut, die zu den längsten des Balkans gehören: so der Kalimash-Tunnel und der Krraba-Tunnel. Längster Tunnel des Landes (5992 Meter) ist der 2024 eröffnete Llogara-Tunnel.
Weniger entwickelt sind die Straßenverbindungen in Randgebieten. Aber auch in ländlichen Region treibt der Albanian Development Fund den Straßenbau voran. Andere Straßensanierungen dienen gezielt der Tourismus- und Wirtschaftsförderung. Für den Bau der Erdgas-Pipeline TAP wurden in Südostalbanien ganze Regionen mit neuen Straßen erschlossen.
Mittlerweile werden Pferdewagen und Eselskarren zwar nicht mehr so häufig auf albanischen Straßen gesichtet, aber gerade in ländlichen Gebieten gehören sie noch immer zum Alltag.
Die Straßen im Land sind fast ausnahmslos in Staatsbesitz (zuständige Behörde: Autoriteti Rrugor Shqiptar) und werden vom Staat unterhalten (zuständige Behörde: Ndërmarrja Shtetërore Rruga-Ura). Der Betrieb und Unterhalt der A1 mit dem Kalimash-Tunnel wurde an einen Konzessionär vergeben, der Straßenmaut erhebt. Auch für andere Neubaustrecken wie die Rruga e Arbërit, eine 2020 im Bau befindliche neue Straßenverbindung von Tirana durch die Berge nach Osten, wird ein Konzessionär eine Maut erheben können. Auch zwischen Elbasan und Korça sowie zwischen Tepelena und Saranda werden neue Straßen durch nicht erschlossene Berggebiete gebaut.
Andere geplante Neubauprojekte sind die Adriatisch-ionische Autobahn, eine Nord-Süd-Verbindung auf dem Westbalkan, die Verlängerung der A1 gegen Süden von Thumana bis Kashar, die Ringautobahn von Tirana und Umfahrungen von Gjirokastra, Lezha, Tepelena und Fier.

## Schienenverkehr

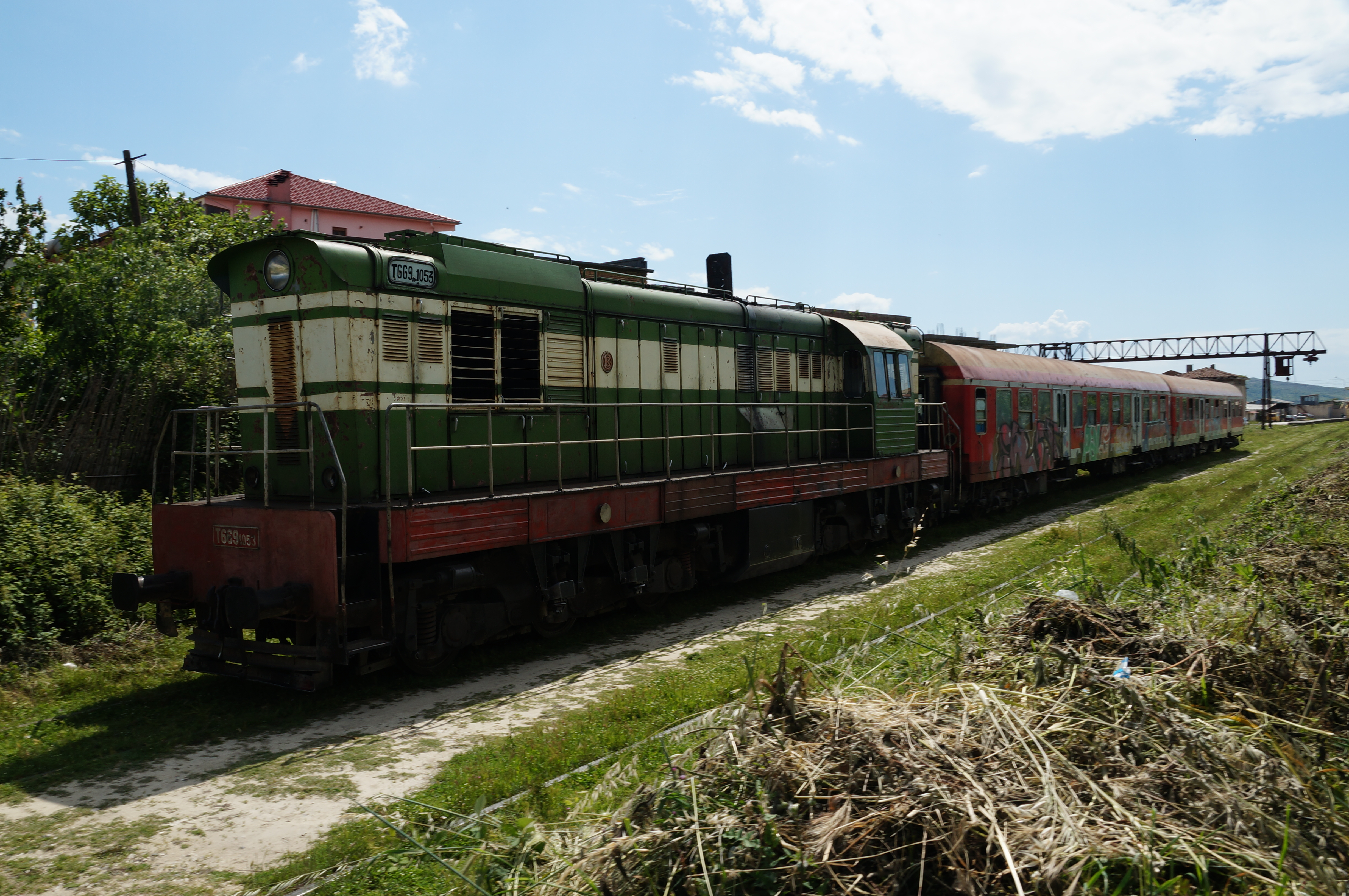
Zug auf dem Weg nach Elbasan im März 2020

Im Ersten Weltkrieg errichteten die österreichisch-ungarische Armee und die italienischen Truppen ein langes Netz von Feldbahnen, um die Versorgung der Truppen im weglosen Land sicherzustellen. Diese Anlagen wurden auch nach dem Krieg noch kurze Zeit genutzt. Mit der Ferrovia Decauville a Valona wurde Bitumen von den Minen in Selenica in den Hafen von Vlora transportiert; sie war bis Anfang der 1990er Jahre im Einsatz.
Der Bau des Normalspurnetzes nach dem Zweiten Weltkrieg diente vor allem dem Transport von Mineralien aus den Bergwerken zum Hafen von Durrës und in die weiterverarbeitenden Fabriken. Die Gebirgslandschaft stellte große Herausforderungen an die Erbauer. Erst Mitte der 1980er Jahre erfolgte mit der Eröffnung der Bahnstrecke Podgorica–Shkodra der Anschluss ans internationale Bahnnetz. Zustand und Ausbau waren bescheiden, die Strecken sind durchgängig eingleisig, nicht elektrifiziert. Sitz der albanischen Eisenbahngesellschaft Hekurudha Shqiptare und Zentrum des Bahnnetzes ist Durrës.

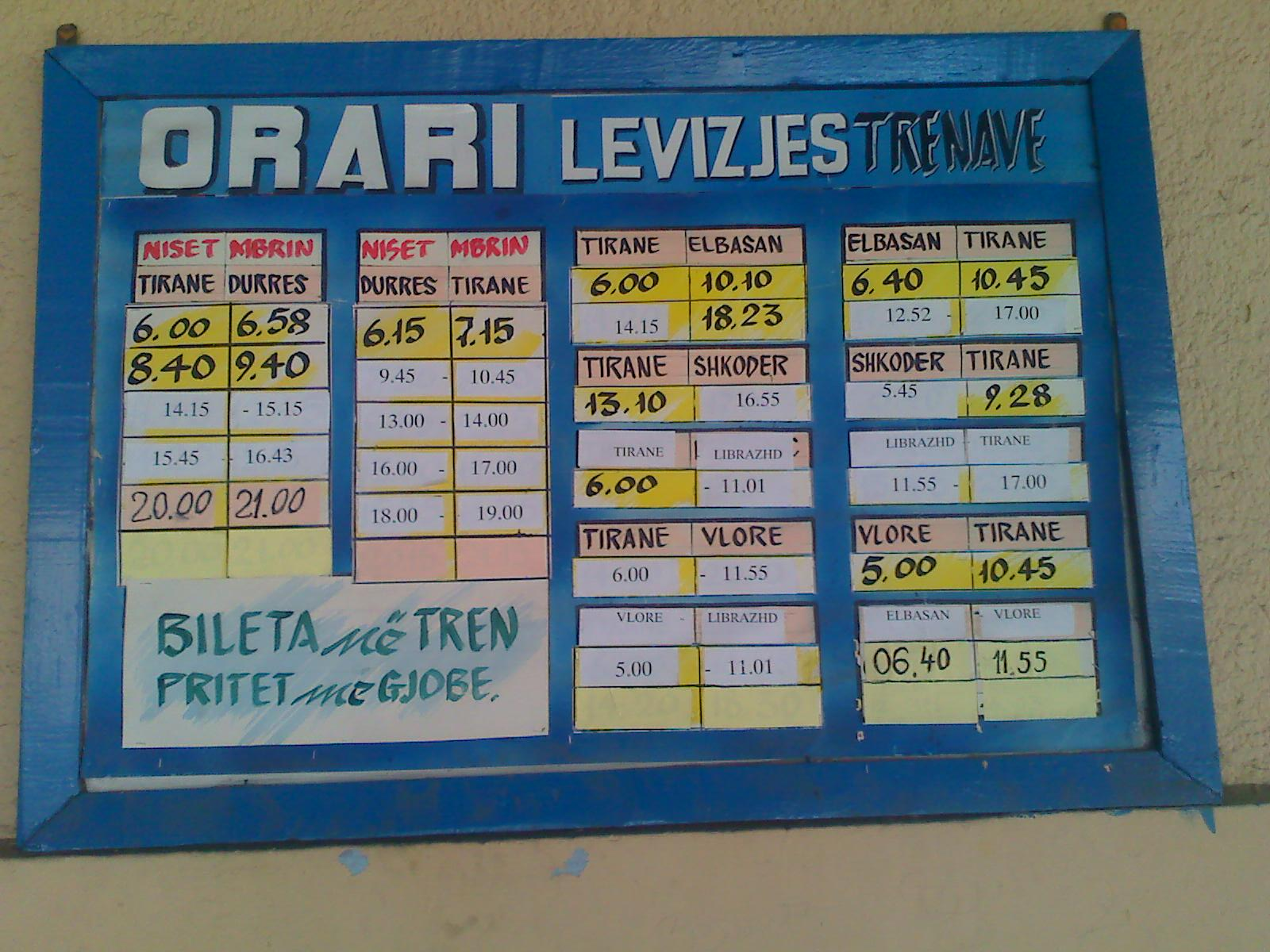
Fahrplan am zwischenzeitlich abgerissenen Bahnhof von Tirana im Jahr 2012

Heute ist der Eisenbahnverkehr in Albanien in einem desolaten Zustand. 2014 wurden noch 338.000 Tonnen Material befördert, aber der Konkurs des Großkunden Kürüm International schadete der Hekurudha Shqiptare beträchtlich. Im September 2018 wurde berichtet, dass kaum mehr als 200 Passagiere pro Tag befördert würden, also rund 75.000 Personen im Jahr. Die Hekurudha Shqiptare musste immer wieder mangels Finanzen für Treibstoff den Betrieb einstellen. Zahlreiche Strecken werden nicht mehr bedient; auch der Bahnhof Tirana wird nicht mehr angefahren. Auf den verbliebenen Strecken fahren die Züge nur noch ein oder zwei Mal pro Tag, und sie sind sehr langsam unterwegs.

„Tirana ist vermutlich die einzige Hauptstadt Europas, die momentan keinen Bahnhof hat. Das ehemalige Bahnhofsgebäude ist einem Straßenbauprojekt gewichen.“

Es gibt aber konkrete Absichten zur Förderung des Schienenverkehrs: Die Finanzierung der Erneuerung der Bahnstrecke Durrës–Tirana mit Anschluss an den Flughafen ist gesichert.
Im Dezember 2018 wurden die ersten Zugfahrten der neuen Gesellschaft Albrail auf der restaurierten Strecke von Fier nach Vlora durchgeführt. Befördert werden Güterzüge mit Rohöl.

## Schiffsverkehr

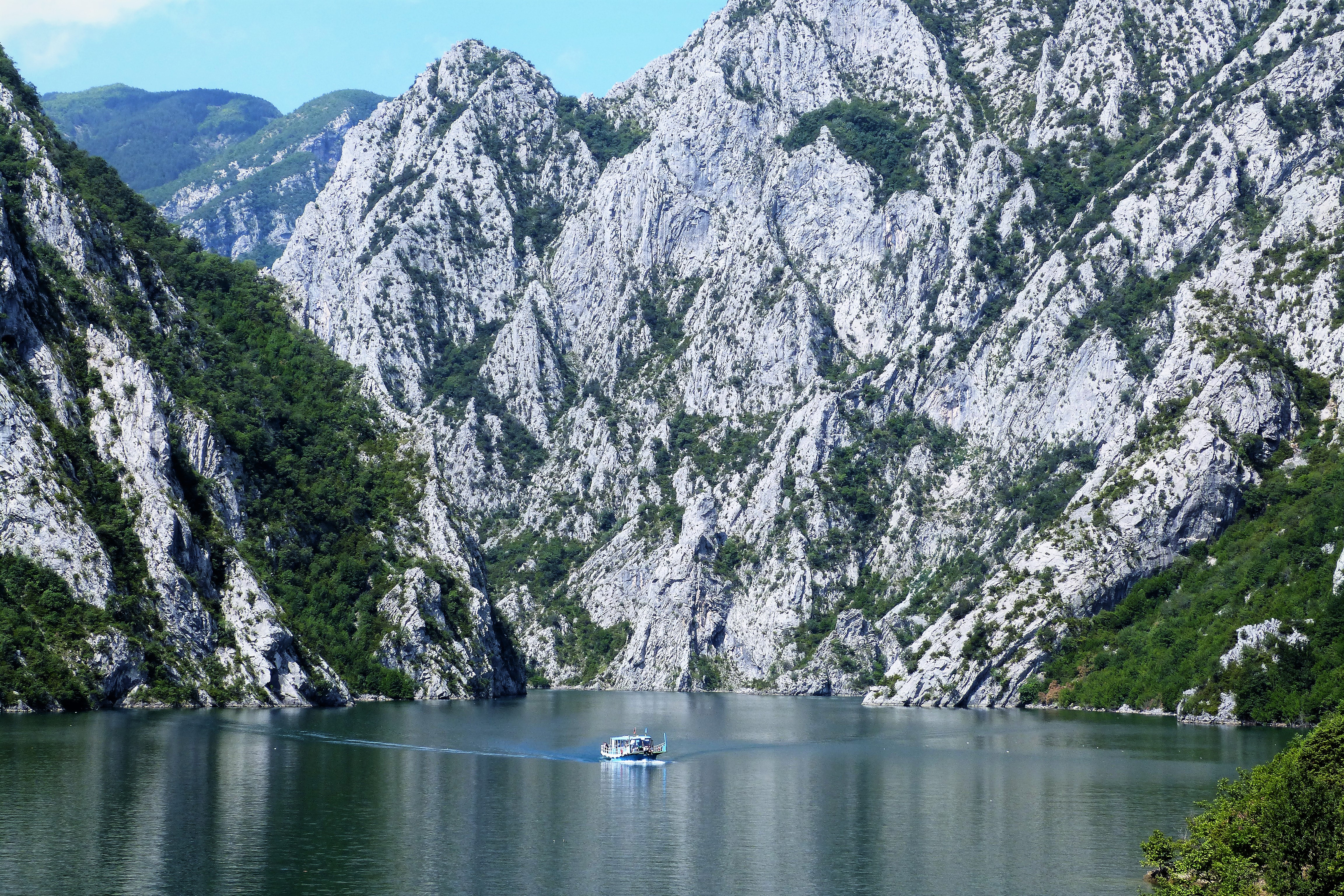
Fähren und Boote nutzen den künstlichen Komansee als Verkehrsweg durch die Albanischen Alpen

Der Hafen Durrës ist der wichtigste Hafen des Landes, verantwortlich für rund 90 % des Seehandels und rund zwei Drittel der Importe und Exporte nach Albanien (2006). Weitere Seehäfen bestehen in Shëngjin, Vlora und Saranda. In Durrës und Vlora wurden, räumlich getrennt von den bestehenden Hafenanlagen, Öl- und Gasterminals gebaut. Die albanischen Häfen – allen voran Durrës – sind auch für die benachbarten Binnenländer von Bedeutung. Binnenschiffsverkehr besteht praktisch nicht. Die Buna gilt als einziger schiffbarer Fluss des Landes und wurde in der Vergangenheit auch für Personen- und Warentransport nach Shkodra genutzt (zum Teil nur bis zum Kloster von Shirq).
Das abgeschlossene kommunistische Albanien betrieb eine eigene Handelsflotte (darunter die Vlora), war aber sonst weitestgehend abgeschottet. In der Angst des Regimes, dass die Menschen aus dem Land fliehen könnten, ist vermutlich auch die Antwort zu finden, weshalb die billige Küstenschifffahrt nicht mehr gefördert wurde. In der Werft von Durrës wurden Schiffe bis zu 2700 BRT gebaut. 1983 gab es eine Fährverbindung von Durrës nach Triest, vor allem für Lastwagen. 1988 wurde erstmals eine Bootsverbindung zwischen Saranda und der griechischen Insel Korfu in Betrieb genommen.

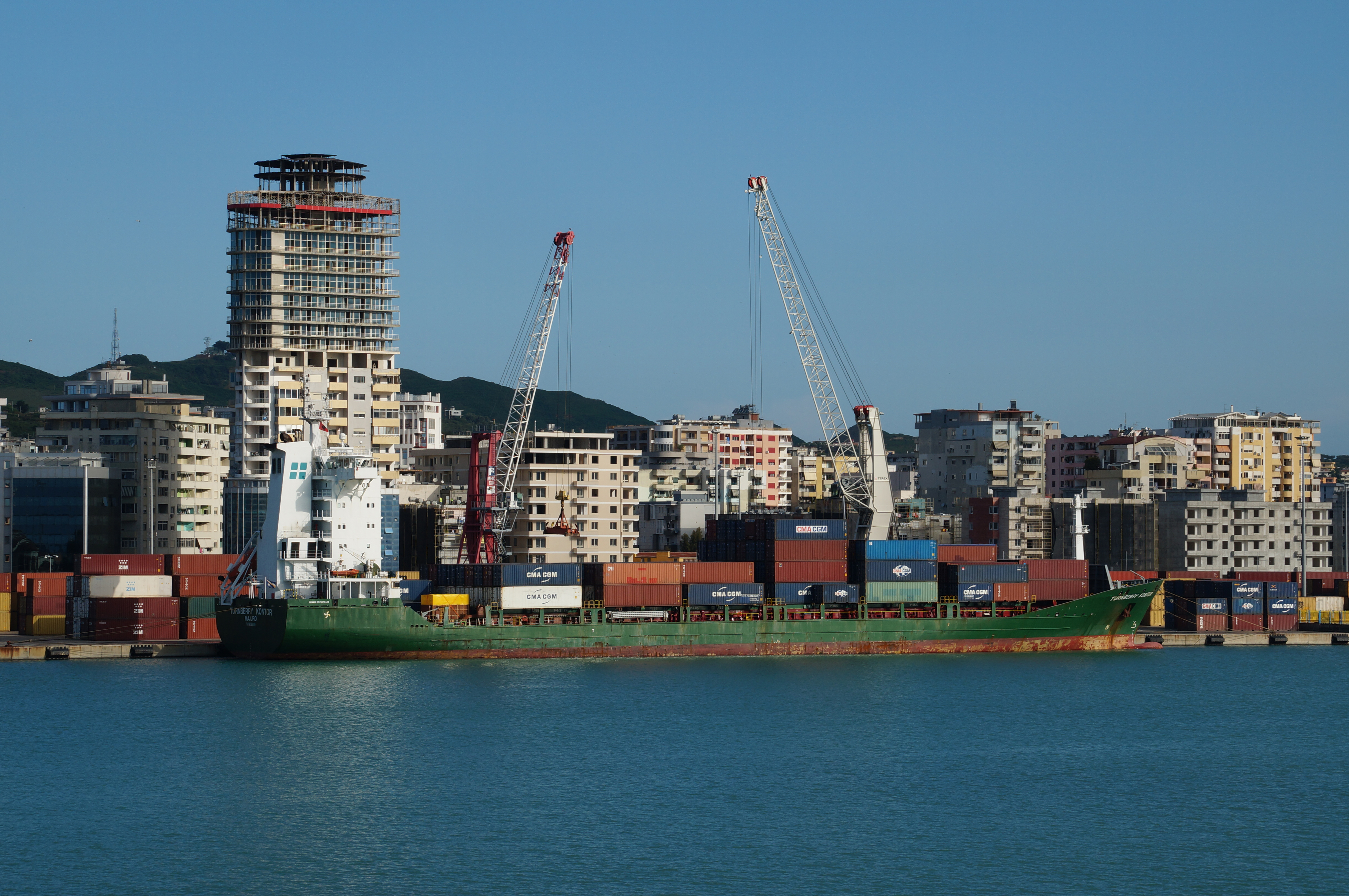
Hafen von Durrës inmitten der Stadt

Über Fährverbindungen mit Italien wird ein bedeutender Teil des internationalen Waren- und Personenverkehrs abgewickelt. Zwischen Korfu und Saranda verkehren neben kleinen Fährschiffen auch Schnellboote. Gelegentlich bestand saisonaler Schiffsverkehr auf dem Skutarisee und dem Ohridsee über die Grenze hinweg. Auch Himara wurde gelegentlich von Korfu aus angelaufen.
Zwischenzeitlich werden Saranda, Vlora und Durrës immer wieder von Kreuzfahrtschiffen besucht.
Am südlichen Ende der Bucht von Vlora bei Orikum besteht eine Marina für Segelboote.
Fährdienste in Albanien:
- Auf dem Komansee verkehren in der Sommersaison zwischen Koman und Fierza Autofähren. Ganzjährig verkehren kleine Personenfähren auf dem Stausee. Früher hatten sie eine wichtige Bedeutung für die Versorgung des Nordostens (Tropoja).[76] Durch den Bau der Autobahn A1 und die Asphaltierung der Straßen nach Tropoja verlor die Fährverbindung ihre überregionale Bedeutung. Tropoja wird zum Teil auch aus und über Kosovo (Grenzübergang Qafa e Morinës) versorgt beziehungsweise bereist. Die Boote auf dem Komansee dienen heute der Erschließung der Dörfer entlang des Sees und vor allem touristischen Zwecken.
- Über den Vivar-Kanal bei Butrint verkehrt eine Kabelfähre.

Ab Saranda, Himara und Vlora (zur Halbinsel Karaburun und zur Insel Sazan) fahren im Sommer Ausflugsboote. Auch auf den Binnenseen Vau-Deja-See, Komansee und Ohridsee verkehren Ausflugsboote.
| Hafen                                         | Qark   | Zweck                                                                 | Passagiere (2018) | Warenumschlag (Tonnen, 2018) | Koordinaten          | Website               |
| --------------------------------------------- | ------ | --------------------------------------------------------------------- | ----------------- | ---------------------------- | -------------------- | --------------------- |
| Hafen Durrës                                  | Durrës | Fährhafen, Fracht (Container, Schüttgut, Stückgut), Kreuzfahrtschiffe | 854.637           | 3.614.605                    | 41° 19′ N, 19° 27′ O | www.durresport.al     |
| Hafen Romano                                  | Durrës | Erdgas und Erdöl                                                      |                   |                              | 41° 23′ N, 19° 25′ O | www.romanoport.com.al |
| Hafen Saranda                                 | Vlora  | Fähren, Kreuzfahrtschiffe                                             | 482.216           | 039.250                      | 39° 52′ N, 20° 0′ O  | porti-sarande.al      |
| Hafen Shëngjin                                | Lezha  | Erdöl, Fracht                                                         |                   | 188.560                      | 41° 49′ N, 19° 35′ O | portishengjin.al      |
| Hafen Vlora                                   | Vlora  | Fährhafen, Fracht                                                     | 185.164           | 117.362                      | 40° 27′ N, 19° 29′ O | www.portivlore.com    |
| Hafen Petrolifera (Vlora Gas- und Ölterminal) | Vlora  | Erdgas und Erdöl                                                      |                   |                              | 40° 28′ N, 19° 27′ O | gruppopir.com         |
| Marina Orikum                                 | Vlora  | Marina                                                                |                   |                              | 40° 20′ N, 19° 28′ O | www.orikum.it         |

## Öffentlicher Verkehr
Der öffentliche Verkehr zwischen den Städten wird meist mit Bussen abgewickelt. Es gibt keine größeren Busgesellschaften. Auch Minibusse beziehungsweise Sammeltaxen, in Albanien Furgon genannt, verkehren zwischen Städten, stellen aber vor allem auch die Verbindung aus den lokalen Zentren in die Dörfer sicher.
In einigen Städten gibt es Busterminals, andernorts halten die Busse und Furgons an einem bestimmten Platz oder den Ausfallstraßen. Ohne fest definierte Haltestellen und einen öffentlichen Fahrplan fällt Außenstehenden die Benutzung des öffentlichen Verkehrs oft sehr schwer. In Tirana besteht neben dem Internationalen Busbahnhof und dem Busterminal für Südostalbanien der Terminal i transportit publik Tirana am westlichen Stadtrand, wo die meisten Busse halten. Hier soll zukünftig auch Tiranas neuer Bahnhof entstehen.
In den größeren Städten gibt es einen funktionierenden öffentlichen Nahverkehr mit Bussen.
Der Schienenverkehr hat kaum mehr eine Bedeutung.

## Weitere Transportmittel
Mit der Trans Adriatic Pipeline wird seit 2020 Erdgas vom Kaspischen Meer nach Italien transportiert. Die Pipeline quert Albanien auf 215 Kilometern Länge von der griechischen Grenze bei Bilisht bis an die Adriaküste westlich von Fier. Von dort aus führt die Pipeline unter Wasser nach Italien.
Eine Seilbahn mit dem Namen Dajti Ekspress führt von Tiranas Stadtrand auf den Hausberg Dajti. Zu kommunistischen Zeiten wurden in und um einige Bergwerke sowie für Forstarbeiten Transportseilbahnen genutzt. Während des Ersten Weltkriegs wurden kilometerlange Transportseilbahnen von den Österreichern zur Versorgung der Truppen angelegt, darunter die Seilbahn Lezha–Vora.